# 哥德尔漏洞

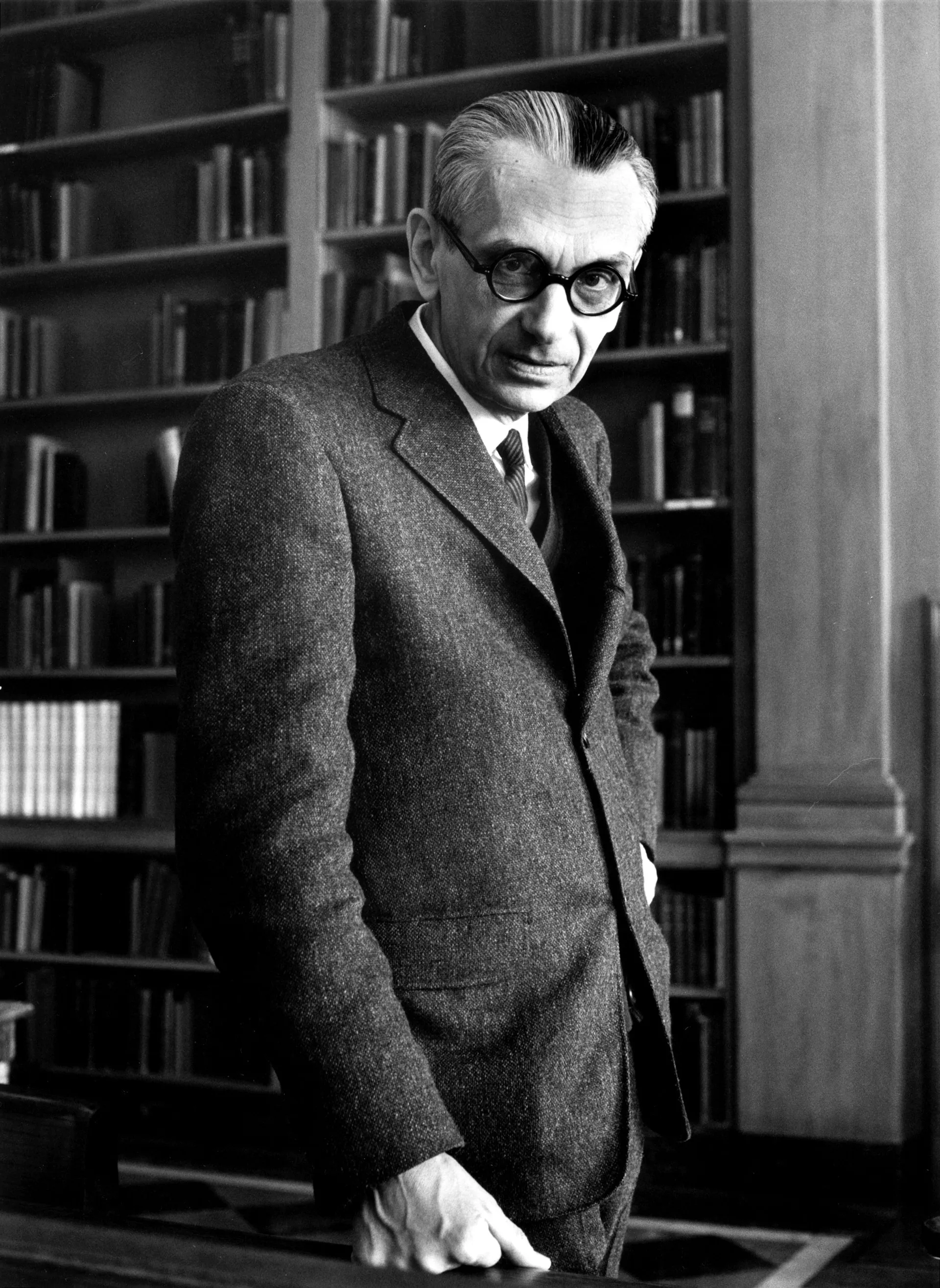
库尔特·哥德尔

哥德尔漏洞（英語：Gödel's Loophole）是指美籍奥裔逻辑学家、数学家和分析哲学家库尔特·哥德尔认为《美国宪法》存在的一种“内在矛盾”（inner contradiction），能够使美国合法成为独裁政体。据史料记载，哥德尔于1947年提出了本设想，并告知好友奥斯卡·莫根施特恩（Oskar Morgenstern），后者又将其转告给了阿尔伯特·爱因斯坦。由于其内容从未发表，而莫根施特恩的1971年回忆录中也没有记录，因此其具体内容也不为世人所知。F.E.格拉-普霍尔（F. E. Guerra-Pujol）称其为“宪法法理学中的一大未解之谜”。

## 背景
1947年，哥德尔为美国入籍考试做准备时，留意到《美国宪法》中存在一种情况，哥德尔本人将其称为“内在矛盾”。当时哥德尔在普林斯顿高等研究所工作，于是他将这一发现告知了同事兼好友莫根施特恩与爱因斯坦。哥德尔对莫根施特恩说：美国宪法中存在缺陷，能使美国合法成为法西斯政体。尽管莫根施特恩试图说服哥德尔这种情况发生的可能性极低，但哥德尔依然十分担忧。哥德尔是奥地利人，在奥地利第一共和国时期经历过1933年政变并在德奥合并后离开了纳粹德国，因此他本人十分担心被法西斯独裁政权统治。哥德尔与莫根施特恩数次讨论本问题，后来还告知了爱因斯坦。
几个月后，入籍考试的日期到来。三人乘车前往新泽西州特伦顿的法院。其他两人是哥德尔的见证人，并在之前已经通过考试并归化成为美国公民。在路途中，坐在前座的爱因斯坦知道哥德尔的担忧，便转头问后座的哥德尔，“你真准备好这次考试了吗？”莫根施特恩写道，爱因斯坦这么做是为了开玩笑，哥德尔的紧张反应令爱因斯坦感到十分好笑。
入籍考试过程中，见证人通常在法院房间的门外等候。但由于爱因斯坦是名人，而且法官菲利普·福尔曼（Phillip Forman）也曾主持过爱因斯坦本人的口试，三人都被请了进来。在听证过程中，福尔曼询问奥地利政体为何，哥德尔回答道：“它曾经是共和国，但它却有这样一部宪法，使它最终被改成了独裁政体。”法官认为，这在美国不可能发生。哥德尔答：“啊，可以的，我能证明。”但法官拒绝进一步讨论本话题，询问了一些其他问题后就结束了听证。

## 内容
由于“哥德尔漏洞”从未发表，其内容也不为世人所知。在一篇2012年的论文中，F.E.格拉-普霍尔猜测其内容可能是《美国宪法第五条》规定的修宪程序。其漏洞在于《宪法第五条》可以修改它本身，使宪法陷入越来越容易修改的滑坡。即使当前修宪困难，一旦《宪法第五条》被修改，下一次修宪就会更加容易，以此类推。
其他作者则怀疑哥德尔可能对美国宪法还有其他担忧，如杰利蝾螈、选举人团、总统特赦（自我赦免问题）等方面。